# Zware industrie

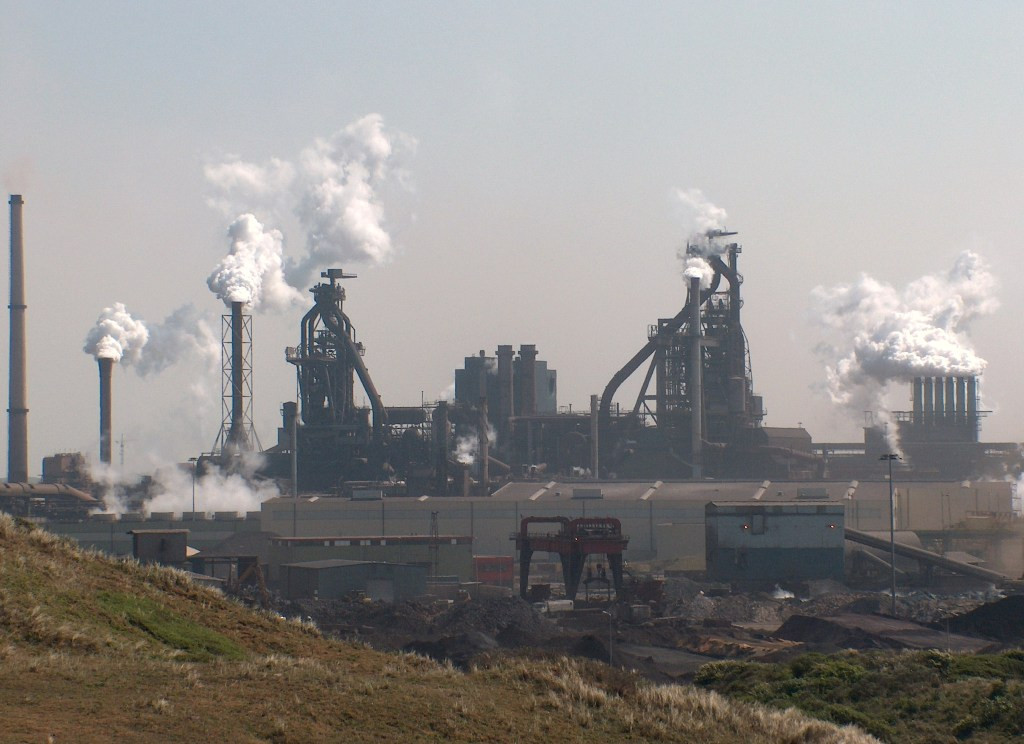
Zware industrie: hoogovens in IJmuiden

Zware industrie heeft geen scherpomlijnde betekenis vergeleken met de lichte industrie. In het algemeen worden er de mijnbouw, staalindustrie, machine-industrie en de chemische industrie toe gerekend. Ook de halfgeleiderindustrie wordt wel tot de zware industrie gerekend. Deze vorm van industrie wordt zwaar genoemd, omdat de grondstoffen zwaar en omvangrijk zijn. Hierdoor is het transport van de grondstoffen kostbaar, en wordt de keuze van de vestigingsplaats voornamelijk door de factor transport bepaald. De zware industrie kenmerkt zich door een vergaande mate van mechanisatie en automatisering, en is zeer kapitaalintensief of heeft geavanceerde middelen, faciliteiten of management. Hierdoor zijn de eisen die aan de werknemers worden gesteld ook hoger, waardoor de salarissen weer hoger zijn dan in de lichte industrie. 

In sommige landen wordt het begrip "Zware industrie" in een bredere betekenis gebruikt. In Japan bijvoorbeeld is de term populair onder grote bedrijven, die het gebruiken in de zin van 'constructie' bij grote projecten. Voorbeelden van dergelijke projecten zijn de productie van grote gebouwen en groot bouwmaterieel (zoals kranen en bulldozers), chemische fabrieken, en de H-IIA raket.

## Zware industrie
In de bestudering van de economie wordt de zware industrie vaak onderscheiden van de lichte industrie als kapitaalintensief, terwijl die laatste arbeidsintensief is. Lichte industrie is vaak makkelijker te verplaatsen en behoeft minder grote investeringen.
Deze definitie is echter niet universeel, en sommige bronnen onderscheiden zware industrie door middel van de massa (in kg) of het volume van de producten waarmee gewerkt wordt. De British Geographic Society bijvoorbeeld geeft verschillende manieren om te bepalen of een branche zware of lichte industrie is. Eén zo'n manier is de massa per geldeenheid. Zo koop je voor een euro meer massa in staal of olie dan medicijnen of textiel. Een andere maat is de massa die gehanteerd wordt per werknemer of de materiaalkosten in verhouding tot de brutowaarde van het het eindproduct.
Zware industrie kan ook begrepen worden als de branche die halffabricaten produceert voor andere industrieën in plaats van voor consumenten. De producten van staalfabrieken of chemische industrie bijvoorbeeld, wordt in het algemeen geleverd aan andere productiebedrijven, serviceverleners en groothandels, in tegenstelling tot de detailhandel.

## De zware industrie in wetgeving en bestuur
De zware industrie wordt door overheden en planologen gedefinieerd in termen van het effect op de omgeving en milieu. Deze definitie concentreert zich op de omvang van de benodigde investeringen om de productie op te starten, of het ecologische effect van de manier van grondstofverwerving en de bijproducten. In die zin wordt de halfgeleiderindustrie als zwaarder beschouwd dan de industrie voor consumentenelektronica, hoewel een microchip veel duurder per gewichtseenheid is dan de producten waarin ze toegepast worden.
Zware industrie is soms een speciale aanduiding in wetgeving met betrekking tot ruimtelijke ordening.
Veel milieuwetgeving is gebaseerd op de zware industrie, omdat deze gewoonlijk vaker de schuld krijg van milieuverontreiniging dan andere economische activiteiten, terecht of niet.

## Zware industrie/Heavy industry in firmanamen
In Japan noemen veel conglomeraten hun divisies en bedrijven die zich bezighouden met de productie van kapitaalintensieve goederen, scheepsbouw, mijnbouw en machinebouw, hun "heavy industry" groep.

- Fuji Heavy Industries
- Ishikawajima-Harima Heavy Industries
- Kawasaki Heavy Industries
- Mitsubishi Heavy Industries